# 羥鈷胺
羥钴胺（INN：hydroxocobalamin，hydroxycobalamin，OHCbl），又称维生素B12a，是一种可在食物中找到的维生素，作為营养补充品使用，用于治疗包括恶性贫血的维生素B12缺乏症。羟钴胺的其它用处包括治疗氰化物中毒、雷伯氏遗传性视神经萎缩症和中毒弱视。給藥途徑有肌内注射或静脉注射，及口服給藥（片劑或舌下含片）。
羟钴胺的副作用一般很少，有腹泻、低钾血症、过敏反应和高血压。個體於懷孕期間使用正常剂量的羟钴胺被认为對於胎兒安全。羟钴胺是维生素B12的天然形式，是钴胺素化合物中的成员。羟钴胺不僅存在於生牛肉和熟牛肉中，還存在於其他多種鈷胺素（維生素B12的形式）中。人体合成DNA需用到羟钴胺。
羥鈷胺在1949年首次被科學家成功從其他物質中分離出來。它是一种世界卫生组织基本药物。市面上有羟钴胺的通用名药物銷售。商業上，羥鈷胺主要由細菌發酵生產。。

## 醫療用途

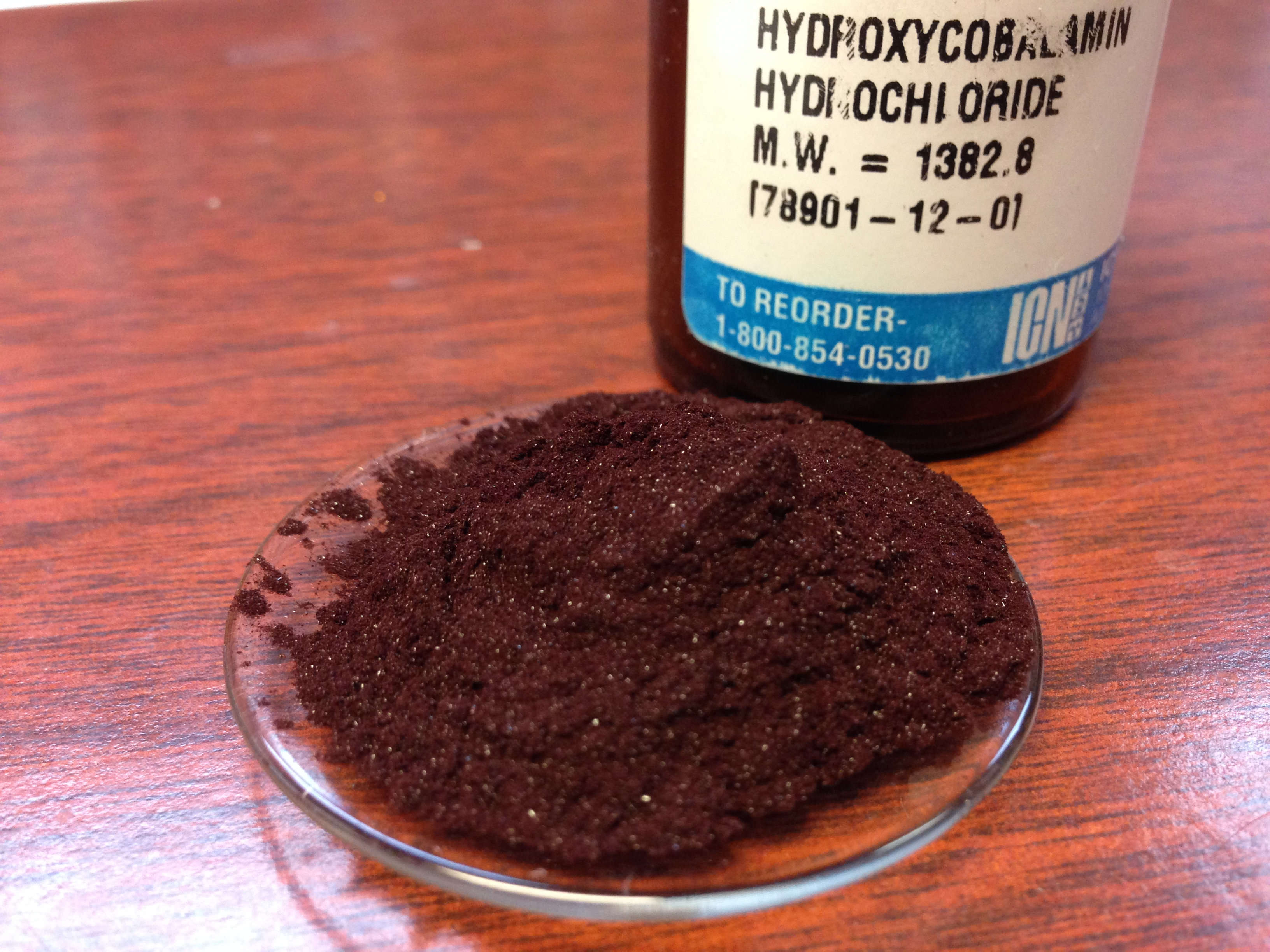
羥鈷胺在標準條件下是一種深紅色晶體組成的固體。

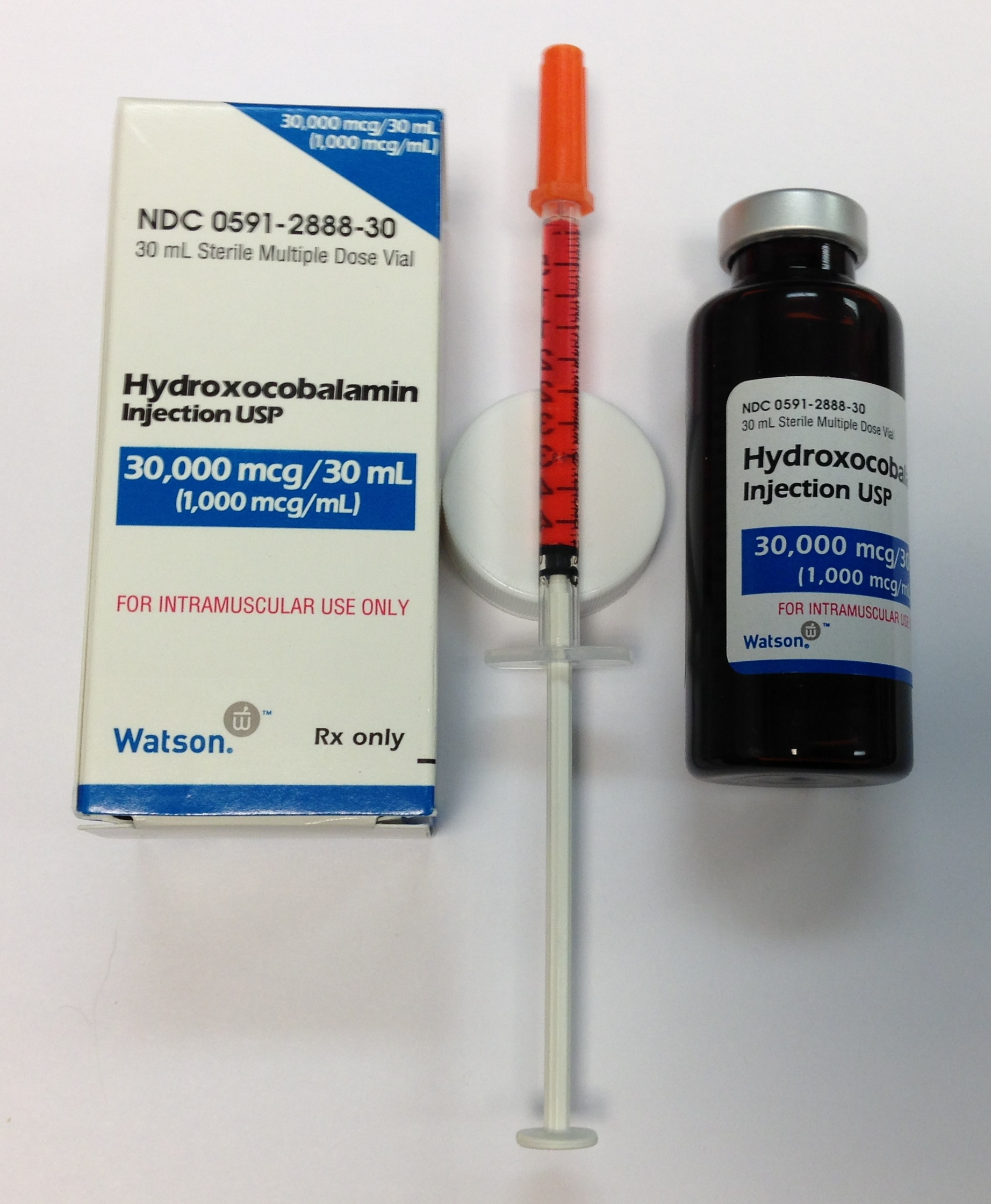
注射用羥鈷胺（美國藥典(USP) (1000微克/毫升) 是一種透明的紅色液體溶液。圖示為製備用於皮下注射的500微克維生素B12（羥鈷胺）。

### 维生素B12缺乏症
维生素B12类化合物用作处方药（注射剂）用于维生素B12替代疗法，通常一單位剂量为100微克。在英国一般使用的單位劑量為1000微克。早期诊断和适当治疗可以预防维生素B12缺乏而导致的损害。
对于大多数治疗维生素B12缺乏症的标准疗法，是肌肉注射氰钴胺（CNCbl）或羟钴胺（OHCbl）形式的维生素B12注射剂。 在美国传统处方上使用用CNCbl，而美国之外，最普遍使用OHCbl进行维生素B12替代治疗。《馬丁代爾藥物大典》和世界卫生组织（WHO）的基本药物示范目录取OHCbl作为维生素B12缺乏"的首选药物"。许多国家偏好OHCbl的原因是它能长时间保留在体内，而不需频繁肌肉注射，就能恢复维生素B12（钴胺素）的血清浓度水平。此外，肌肉注射OHCbl也是对患有先天性钴胺素代谢性疾病的儿童患者、对因氰化物中毒而造成烟毒性弱视症的维生素B12缺乏患者和对有视神经病变的恶性贫血患者的首选治疗方法（Carethers，1988年; Chisholm等。 1967年， Freeman，1992年Markle，1996年）。
对于新诊断的维生素B12缺乏的病人，一般定义为血清钴胺（维生素B12）水平低于200皮克/毫升，每日肌肉注射OHCbl注射到1000微克（1毫克），以补充肌体每日消耗的钴胺素，使其恢复到正常水平。对于存在神经系统症状者，在每日肌肉注射治疗完成后，要跟随每周或每两周肌肉注射治疗达6个月，然后开始每月肌肉注射。一旦确认临床症状明显改善，一般需要维持补充维生素B12至终生。

### 氰化物中毒
美國食品藥物管理局（FDA）於2006年批准使用羥鈷胺以治療吸入煙霧而可能導致的氰化物中毒。羥鈷胺是治療氰化物中毒的首選療法。羥鈷胺將氰化物轉化為毒性較小的氰鈷胺。氰鈷胺通過腎臟清除。由於羥鈷胺的副作用風險低、迅速發生作用且在送入醫院途中即可使用，因而成為第一線治療藥物。

## 副作用
現有文獻數據顯示羥鈷胺通常被認為是一種安全的藥物，無論是局部使用還是全身暴露，其急性毒性風險都較低。羥鈷胺具有快速清除和解除氰化物毒性的能力，研究人員利用這一特性，在動物和人體實驗中使用高於常規劑量的羥鈷胺，最高達到140毫克/公斤，以支持它在靜脈注射治療氰化物中毒的應用。FDA在2006年底批准使用羥鈷胺作為注射劑，用於治療氰化物中毒。
該藥物會導致尿液呈淡紅色，看起來像是血尿。

## 造成缺乏症的原因
羟钴胺（符合美国药典USP的）用于纠正以下维生素B12缺乏症的病因（取自于FDA）出版的药物处方标签：
- 牵涉或不牵涉神经系统的恶性贫血
- 出现在严格素食者和素食者母乳哺育的婴儿中的饮食原因的维生素B12缺乏症
- 由于胃或回肠结构或功能损害造成的维生素B12吸收不良（胃分泌内因子；在回肠内内因子帮助维生素B12吸收）（这些情况包括热带和非热带口炎性腹泻[特发性脂肪泻、麦胶过敏性肠病]。通常在这些患者中叶酸缺乏比维生素B12缺乏更嚴重。）
- 由于损坏胃粘膜的病变导致的内因子分泌不足（摄入腐蚀性物质，广泛性肿瘤，以及多种与不同程度的胃黏膜萎缩相关的疾病，如多发性硬化症，某些内分泌失调，缺铁，胃大部切除）。 （全胃切除會導致维生素B12缺乏。）
- 结构性病变导致的维生素B12缺乏包括区域回肠炎，回肠反应，恶性肿瘤等。
- 体内的寄生虫或细菌竞争维生素B12
- 鱼绦虫（Diphyllobothrium latum）吸收大量的维生素B12，且体内有鱼绦虫的患者往往有与此相关的胃黏膜萎缩。盲袢综合征也可能产生维生素B12或叶酸缺乏。
- 维生素B12不能被充分利用（如果在肿瘤的治疗中使用抗维生素代谢的药物而可能出现这种情况。）

在臨床上，惡性貧血通常被認為是維生素B12缺乏症的最常見原因。嚴格來說，惡性貧血指的是由內在因子自體免疫性疾病引起的貧血，但這名詞也廣泛用於表示所有導致B12缺乏的貧血情況。

## 维生素B12族
维生素B12指的是一组在人体内可以利用的以多种可以相互转化的形式存在，叫做钴胺类的化合物。它们和叶酸一起构成发生染色体复制和分化的细胞，特别是骨髓细胞和成髓细胞中DNA合成所必要的辅因子。作为辅因子，钴胺对于下列两种细胞反应為必须：1)甲基丙二酸(MMA)被甲基丙二酸异构酶辅酶A转化成琥珀酸根，该反应与脂类和碳水化合物的代谢相关联，以及（2）蛋氨酸合成酶的活化，它是从高半胱氨酸和四氢叶酸合成蛋氨酸的限速步骤(Katzung, 1989)。
钴胺的特点是具有卟啉样的咕啉核，含有一个结合到苯并咪唑核苷酸上的单个钴原子和各种残基。根据残基R的不同而有四种最常见的钴胺CNCbl、甲基钴胺、5-脱氧腺苷钴胺、和 OHCbl。人们认为在血清中，OHCbl 和 CNCbl 形式的钴胺分子的功能储存和运输，然而，甲基钴胺和5-脱氧腺苷钴胺是细胞生长和复制所需要的辅酶形式 (Katzung, 1989)。
CNCbl在血清中通常转化成OHCbl，然而OHCbl或转化成甲基钴胺，或转化成5-脱氧腺苷钴胺。钴胺在循环中与叫做运钴胺蛋白(TC)和结合卟啉的血清蛋白结合。 OHCbl比CNCbl或5-脱氧腺苷钴胺对TC II 运输蛋白的亲和力高。
从生物化学的观点看，两个必须的酶反应需要维生素B12（钴胺）(Katzung, 1989, Hardman, 2001)。细胞内的维生素B12以两种活性的辅酶的形式存在，即甲基钴胺和5-脱氧腺苷钴胺，它们都与特定的酶反应相关。面对维生素缺乏症，甲基丙二酰辅酶A不能转化成琥珀酰辅酶A，这就导致了甲基丙二酰辅酶A的蓄积和不正常的脂合成。在另一个酶反应中，甲基钴胺支持蛋氨酸的合成反应，该反应对叶酸的代谢是必需的。叶酸－钴胺相互作用是卟啉和嘧啶正常合成的枢纽而甲基向钴胺的转化对于需要叶酸代谢步骤的底物四氢叶酸的足够量的提供是必需的。
在维生素B12缺乏的状态下，细胞的反应是将叶酸的代谢途径重定向到增加提供甲基叶酸的方向。这样在血清中维生素B12低的患者中经常出现相应的高半胱氨酸和MMA 的浓度升高，这种升高通常可以靠维生素B12替代疗法成功地降低。然而，在钴胺浓度在200-350皮克/毫升的患者中MMA和高半胱氨酸的升高可能会持续(Lindenbaum et al. 1994)。在缺乏状态期间补充维生素B12可以恢复细胞内钴胺的水平并保持两种活性辅酶－甲基钴胺和5-脱氧腺苷钴胺的足够浓度水平。

## 化学特性
描述：OHCbl醋酸盐是一种无味、暗红色、斜方型结晶。其注射液的外观为清澄、暗红色。分配系数1.133 × 10-5（辛醇：醋酸盐缓冲液 pH 7.4）pKa: 7.65 系统命名：钴啉醇酰胺，Co-羟基-，磷酸二氢酯（脂类），内盐，3'-酯合(5,6-二甲－1－α-D－呋喃核糖苷－1H－苯并咪唑-κN3）。

## 研究
羟钴胺是一氧化氮和氰化物的清除剂，在实验中已被用于纠正由一氧化氮介导的炎症。例如。人们发现羟钴胺皮肤用油膏能缓解慢性皮肤炎。
也有人曾用羟钴胺做关于治疗偏头痛的探索性研究，因为它能抑制一氧化碳诱使的血管扩张。